# Penología

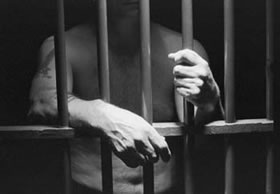
La penología es la ciencia del tratamiento de los delincuentes.

La penología es una discutida ciencia penal que se ocupa de estudiar la aplicación y ejecución de las penas, y de forma general del castigo y tratamiento del criminal
La discusión sobre su propia existencia diferenciada de la ciencia penitenciaria vinculada al derecho penitenciario, estriba en que trata en muchas ocasiones aspectos que son objeto central de estudio de la anterior. Sin embargo, otros sectores doctrinales le atribuyen un carácter propio y específico, al entender que no solo actúa en el terreno de la aplicación de las penas en el ámbito exclusivo de la prisión, sino también de esa misma aplicación en los casos en que el condenado cumple la sanción penal fuera de un recinto penitenciario.
Su denominación procede del término inglés Penology, aparecido en 1834 de la mano de Francis Lieber, quien la concibió en el sentido amplio que mantienen sus defensores como disciplina autónoma. Posteriormente, y a través de todo el siglo XIX, se limita su contenido, por influencia de la doctrina francesa, a las penas privativas de libertad, confundiéndose así con la «ciencia penitenciaria».
Al desarrollarse en la práctica contemporánea los tratamientos de libertad y semilibertad de los condenados, ha vuelto a adquirir interés. Desde este punto de vista puede definirse como «la disciplina que tiene por objeto el estudio de los diversos medios de represión y prevención directa del delito, de sus métodos de aplicación y de la actuación pospenitenciaria».
Forman parte de su contenido toda clase de penas y medidas de seguridad, así como los medios de ejecución y aplicación de las mismas. Dentro de ella ocupa un sector muy importante la ciencia penitenciaria, concebida como rama de la penología que se ocupa de la pena de prisión, de sus métodos de ejecución y aplicación, y de toda la problemática que la vida en prisión plantea. Los modernos medios de tratamiento en libertad trascienden de lo puramente penitenciario, pero quedan dentro de los límites de la penología. Esta aparece, concebida del modo expuesto, como «ciencia del tratamiento de los delincuentes».
Con este contenido y límite se configura como una disciplina de naturaleza mixta, que no encuentra acomodo ni entre las ciencias normativas ni entre las causal-explicativas. Concebida así, le son aplicables las tres notas que, según García Basalo, caracterizan su naturaleza: jurídica en su base, pedagógica en sus medios, y social en su fin. Esto explica que la Penología utilice en la investigación de su objeto métodos propios de otras disciplinas, en particular los de las Ciencias del hombre y los propios de las ciencias sociales. En cuanto a las normas jurídicas que regulan la ejecución de las penas y medidas de seguridad, forman parte de su contenido y la Penología habrá de utilizar para su estudio también el método jurídico.